# APK Morozowsk
APK Morozowsk (ros. Футбольный клуб АПК Морозовск, Futbolnyj Kłub APK Morozowsk) – rosyjski klub piłkarski z siedzibą w Mrozowsku w obwodzie rostowskim.

## Historia
Chronologia nazw:
- 1988—1989: Łucz Azow (ros. «Луч» Азов)
- 1990—1993: APK Azow (ros. АПК Азов)
- 1994—...: APK Morozowsk (ros. АПК Морозовск)

Piłkarska drużyna Łucz została założona w 1988 w mieście Azow.
W 1988 zespół debiutował w Drugiej Lidze, strefie 3 Mistrzostw ZSRR, w której występował do 1989.
W 1990 zmienił nazwę na APK Azow i występował w Drugiej Niższej Lidze. W 1991 powrócił do Drugiej Lidze, strefy centralnej.
W Mistrzostwach Rosji klub startował w Pierwszej Lidze, grupie zachodniej, w której występował dwa sezony. W 1994 klub przeniósł się do Mrozowska i jako APK Morozowsk zmagał się w rozgrywkach Ligi Amatorskiej. W latach 1995–1996 występował w Trzeciej Lidze, strefie 2. Potem ponownie zmagał się w rozgrywkach Ligi Amatorskiej.

## Sukcesy
- Druga Liga ZSRR, strefa centralna: 16. miejsce: 1991
- Rosyjska Pierwsza Liga, grupa zachodnia: 14. miejsce: 1992
- Puchar Rosji: 1/32 finalista: 1994